# Chris Adams (Fußballspieler)
Christopher James „Chris“ Adams (* 6. September 1927 in Hornchurch; † 24. Juni 2012 in Brentwood) war ein englischer Fußballspieler. 

## Karriere
Adams, während seiner Schulzeit Auswahlspieler für Essex, spielte für die Amateurvereine FC Leytonstone und FC Romford (1945/46, 11 Pflichtspiele/2 Tore) sowie während seines Militärdienstes für Auswahlteams der Armee, bevor er 1947 als Amateur zum Zweitligisten Tottenham Hotspur kam. Im November 1948 unterzeichnete er einen Profivertrag, seinen ersten Einsatz für die erste Mannschaft hatte Adams aber erst im Mai 1950 im Rahmen einer Europatournee in Berlin gegen Tennis Borussia. Dennoch beschränkten sich in der Folge Einsätze für den nur 170 cm großen Flügelspieler, der durch seine Schnelligkeit und direkte Spielweise herausstach, weiterhin auf die Reserveteams von Tottenham, für die er insgesamt 41 Tore in 178 Pflichtspielen erzielte.
Im Profiteam der Spurs war zu jener Zeit auf der Position des linken Außenstürmers Les Medley in der Mannschaft von Arthur Rowe gesetzt, so auch in der Spielzeit 1950/51, als Tottenham als Aufsteiger die englische Meisterschaft gewann. Zu seinem Pflichtspieldebüt in der First Division kam Adams wegen einer Verletzung Medleys am 1. März 1952 bei einem 5:1-Erfolg gegen Derby County, zu dem er mit einem Treffer beitrug. In den folgenden Wochen bestritt er vier weitere Ligaspiele, als Tottenham die Saison als Vizemeister beendete. Nach einem letzten Einsatz im Oktober 1952 gegen Preston North End, als Medley wegen eines Länderspieleinsatzes fehlte, wechselte Adams im Dezember 1952 im Tausch für Roy Hollis in die Third Division South zu Norwich City.
Bei Norwich kam Adams unmittelbar nach seinem Wechsel zu einer Serie von 17 aufeinanderfolgenden Einsätzen, in der Folge gelang es ihm aber nicht, sich dauerhaft in der Mannschaft zu etablieren. Bis zu seinem Abgang bestritt er neben 30 Pflichtspielen für das Profiteam auch 29 Partien für die Reservemannschaft. Im März 1954 wechselte Adams innerhalb der Third Division South für eine vierstellige Ablösesumme zum FC Watford, nachdem er in der Saison 1953/54 gegen seine Konkurrenten Tony Collins, Johnny Gavin und Peter Gordon – die später allesamt ebenfalls für Watford aufliefen – nur noch zu neun Ligaeinsätzen auf der linken Außenstürmerposition gekommen war. Für Watford bestritt er bis 1956 75 Ligaeinsätze (5 Tore). Nachdem ihm zur Saison 1956/57 nur noch ein Vertrag als Teilzeitprofi angeboten wurde, setzte er sich bei der Football League erfolgreich dagegen zur Wehr und erhielt das Recht, den Klub ablösefrei zu verlassen. Er schloss sich im November 1956 dem FC Dartford in der Southern League an und absolvierte für den Klub insgesamt 221 Spiele (21 Tore), bevor er seine Karriere 1963 wegen einer Knieverletzung beenden musste.
Nach seinem Karriereende verdiente Adams seinen Lebensunterhalt im Kraftfahrzeughandel und später als Maler und Dekorateur. Er starb 2012 im Alter von 84 Jahren in seinem Wohnort Brentwood.